# Lipno (Łosice)
Pour les articles homonymes, voir Lipno.
Lipno (prononciation : [ˈlʲipnɔ]) est un village polonais de la gmina de Platerów dans le powiat de Łosice de la voïvodie de Mazovie dans le centre-est de la Pologne.
Il se situe à environ 4 kilomètres au nord de Platerów (siège de la gmina), 15 km au nord-est de Łosice (siège du powiat) et à 125 km à l'est de Varsovie (capitale de la Pologne).
Le village possède une population de 365 habitants en 2010.

## Histoire
De 1975 à 1998, le village appartenait administrativement à la voïvodie de Biała Podlaska.